# Dr. Plonk
Dr. Plonk è un film del 2007 diretto da Rolf de Heer in stile film muto.

## Trama
Nel 1907 lo scienziato ed inventore Dr. Plonk, dopo una serie di calcoli dovuti al malfunzionamento di una macchina futuristica, scopre casualmente che il mondo finirà dopo 101 anni. Cercando di rendere nota la scoperta al governo per cercare di trovare un rimedio, viene deriso da tutti i politici, che gli chiedono una prova certa di questa sua deduzione piuttosto che calcoli da scienziato. Il Dr. Plonk costruisce quindi una macchina del tempo con la quale raggiunge il futuro e trasporta il Primo Ministro Stalk direttamente nell'ufficio del suo epigono del 2007 Mike Rann, dove la realtà moderna in cui viene catapultato convince definitivamente il Dr. Plonk che la fine del mondo è davvero vicina.